# Антиимпериалистическая лига
Антиимпериалистическая лига (фр. Ligue contre l'impérialisme et l'oppression coloniale) — международная организация, выступавшая против империализма, действовавшая в 1927—1937 годах.

## История
Была основана 10 февраля 1927 года на всемирном антиимпериалистическом конгрессе в Брюсселе. На конгрессе присутствовали 175 делегатов, из них 107 — из колоний. В их числе были такие известные деятели, как Альберт Эйнштейн, Джавахарлал Неру и Артур Макманус. Президентом лиги был избран член английского парламента и лидер лейбористской партии Джордж Лансбури, вице-президентом — голландский профсоюзный деятель Эдо Фиммен (Edo Fimmen). Коммунисты Вилли Мюнценберг и Вирендранат Чатопадайя стали генеральными секретарями организации.
В 1929 году был проведен второй всемирный антиимпериалистический конгресс во Франкфурте-на-Майне. В 1937 году лига была распущена.
В некоторой степени, идейными наследниками антиимпериалистической лиги являются Движение неприсоединения и Организация солидарности народов Азии, Африки и Латинской Америки.

## Организационная структура
Высшим органом лиги являлся конгресс, между конгрессами — исполнительный комитет. Лига состояла из национальных секций, руководство каждой из которых осуществляла конференция, между конференциями — исполнительный комитет.  